# Cyligramma goudotii
Cyligramma goudotii là một loài bướm đêm trong họ Noctuidae.